# Błotków Mały
Błotków Mały – część miasta Terespola w województwie lubelskim w powiecie bialskim. Leży na południu miasta, a jej główną osią jest ulica Tadeusza Kościuszki.

## Historia
Błotków Mały to dawna wieś. W latach 1867–1949 należał do gminy Kobylany w powiecie bialskim, początkowo w guberni siedleckiej. a od 1919 w woj. lubelskim. Tam 14 października 1933 weszła w skład gromady o nazwie Błotków Mały w gminie Kobylany, składającej się z samej wsi Błotków Mały.
Podczas II wojny światowej Błotków Mały włączono do Generalnego Gubernatorstwa (dystrykt lubelski, Kreis Biala, gmina Terespol). W 1943 roku liczba mieszkańców wynosiła 433.
Po wojnie ponownie w województwie lubelskim w reaktywowanej gminie Kobylany. 1 stycznia 1950 Błotków Mały włączono do Terespola.